# (68325) Begues
(68325) Begues és un asteroide descobert el 23 d'abril de 2001 per l'astrònom Josep Manteca a l'Observatori de Begues. La designació provisional que va rebre era 2001 HO16. El 6 de gener de 2004, el Minor Planet Center va acceptar la proposta del descobridor de batejar l'asteroide amb el nom de la vila de Begues, al Baix Llobregat, on està ubicat l'observatori.